# Ipojucan
Ipojucan, właśc. Ipojucan Lins de Araujo (ur. 3 czerwca 1926 w Maceió, zm. 19 czerwca 1978 w São Paulo) – piłkarz brazylijski, występujący na pozycji napastnika.

## Kariera klubowa
Karierę piłkarską Ipojucan zaczął w małym klubie Canto do Rio Niterói. Dobra gra zaowocowała transferem do słynnego CR Vasco da Gama w 1946 roku. Podczas tego okresu Ipojucan wygrał z Vasco da Gama czterokrotnie mistrzostwo Stanu Rio de Janeiro – Campeonato Carioca w: 1947, 1949, 1950 i 1952 roku. Podczas prawie 9-letniego pobytu w Vasco da Gama Ipojucan rozegrał w jego barwach 413 spotkań i strzelił 225 bramek. Ostatnie cztery lata kariery spędził w Portuguesie São Paulo.

## Kariera reprezentacyjna
W reprezentacji Brazylii Ipojucan zadebiutował 20 kwietnia 1952 w meczu z reprezentacją Chile podczas Mistrzostw Panamerykańskich, które Brazylia wygrała. W następnym roku grał na Copa América 1953, na których Brazylia zajęła drugie miejsce, przegrywając w finale z reprezentacją Paragwaju. W 1954 nie znalazł uznania w oczach selekcjonera Zeze Moreiry i nie został powołany na Mistrzostwa Świata w Szwajcarii. W 1955 powrócił do reprezentacji na mecze z reprezentacją Chile i reprezentacją Paragwaju, który był jego ostatnim meczem w kadrze. Stawką tych meczów były Puchar O'Higgins i Puchar Oswaldo Cruz, które Brazylia zdobyła. Łącznie w latach 1952–1955 rozegrał w reprezentacji 9 meczów i strzelił 1 bramkę.